# Metal Gear
 Metal Gear  (яп. メ タ ル ギ ア Метару Ґіа) — відеогра, розроблена Хідео Коджімою і видана студією Konami в 1987 році для домашніх комп'ютерів стандарту MSX2. Започаткувала відому ігрову серію Metal Gear, яка пізніше була перенесена на інші ігрові платформи, зокрема на NES. Ремейк гри ввійшов до складу пізнішого проекту Metal Gear Solid 3: Subsistence, а також до збірки Metal Gear Solid HD Collection.
Спочатку розробники визначали жанр гри як «тактична шпигунська гра» (англ. Tactical Espionage Game). Вважається засновником «стелс-екшен»: жанру який вимагає від гравця виконання різних місій, як правило, на території противника, уникаючи при цьому відкритого зіткнення з ворожими силами та уникнення залучення до себе уваги.

## Сюжет
Головний герой гри — солдат сил спеціального призначення з позивним Солід Снейк, якому доручено наодинці проникнути в фортецю Outer Heaven і знищити Metal Gear — двоногий танк, здатний здійснювати ядерні удари з будь-якої точки світу.

### Персонажі
Солід Снейк — новачок загону сил спеціального призначення FOXHOUND, якого було послано на його перше завдання. По радіо з ним зв'язується його командир Біґ Бос, який надає інформацію про цілі місії і предмети. Також на зв'язок з головним героєм виходять й інші персонажі:
- Кайл Шнайдер, лідер місцевого опору, що розповідає про навколишнє оточення і корисні предмети.
- Даяна, яка підказує, як перемогти босів.
- Дженіфер, внутрішній агент, що допомагає Снейкові.

Крім інших заручників Снейк звільняє Ґрей Фокса, агента FOXHOUND, який під час попередньої місії був узятий в полон. Разом з Фоксом були також захоплені доктор П'єтровіч (в пізніх версіях — П'єтровіч Меднар), вчений, який розробив новітню зброю Metal Gear, і його дочка Елен.
Під час гри Снейк належить схопитися з найманцями з Outer Heaven, в число яких входять:
- Шут Ґанер (англ. Shoot Gunner, в пізніх версіях англ. Shotmaker), колишній агент радянського спецназу.
- Мешін Ґан Кід (англ. Machine Gun Kid), колишній оперативник SAS, озброєний кулеметом.
- Файр Трупер (англ. Fire Trooper), колишній член підрозділу GSG 9, вогнеметник.
- Ковард Дак (англ. Coward Duck), терорист, який атакує бумерангом і прикриваються заручниками.
- Арнольд (в пізніших версіях Бладі Бред (англ. Bloody Brad)), андроїд, створений П'єтровічем.

На обкладинці гри в ролі Соліда Снейка зображений актор Майкл Б'єн, який перебував в момент виходу гри на піку акторської слави (образ «солдата майбутнього» взятий з фільму «Термінатор»

## Ігровий процес
Виступаючи в ролі Соліда Снейка, гравець повинен переміщатися по різним локаціям, виконуючи певні завдання-дії і уникаючи візуального контакту з патрульними військами. Якщо Снейк попадеться на очі солдату, то на місце прибуде вороже підкріплення. Щоби сховатися, йому досить перейти на сусідній екран. Якщо ж головний герой буде виявлений камерою спостереження або перетне інфрачервоний сенсор, то для припинення тривоги він може покинути приміщення (або перейти на інший поверх), чи спробувати вбити всіх супротивників.
Снейк починає гру беззбройним, гравцеві належить знаходити різне озброєння (починаючи з пістолета Beretta 92F і закінчуючи гранатометом РПГ-7) на території противника. Боєприпаси до зброї дуже обмежені, але легко поповнюються. Зброю можна використовувати не тільки для вбивства супротивників, але також і для розчищення перешкод (порожнисті стіни, наелектризовані підлоги). Крім зброї Снейк може вбивати супротивників голими руками. Якщо гравець, не піднявши тривоги, вб'є ворожого солдата руками, то отримає пайок або боєприпаси. Гравцеві протягом гри належить вступити в кілька сутичок з босами — найманцями з Outer Heaven.
Ворожа база складається з трьох будівель, поділених на декілька поверхів (включаючи підвали). Для доступу до нових зон гравець використовує ключ-карти. Кожна двері відкриваються тільки однієї певної картою. Різна інформація може бути отримана від звільнених заручників. Після звільнення п'яти заручників гравець отримує надбавку в ранзі на одну зірку (максимально можна отримати чотири зірки), тим самим збільшуючи вантажопідйомність і максимальне здоров'я. У разі загибелі заручника ранг гравця знижується.
За радіопередавачу головний герой може зв'язуватися зі своїм командиром Біґ Босом і з членами опору, що діють поблизу Outer Heaven: Шнайдером, Діаною і Дженіфер. Кожен із союзників Снейк спеціалізується в певній тематиці: Біґ Бос надає інформацію про зброю і предмети, Шнайдер багато знає про планування фортеці, а Діана знає про слабкості багатьох босів. Гравець повинен запам'ятати радіочастоти союзників, щоб він міг в подальшому з ними зв'язатися. Зміст радіоповідомлень залежить від того, в якій кімнаті знаходиться гравець.

### Сюжет
1995 рік зазначено в випущеної пізніше грі Metal Gear Solid. У 200 кілометрах на північ від Ґальцбурґа, в Південній Африці, розташоване Outer Heaven, укріплене державу, засновану «легендарним найманцем». До західного світу дійшла інформація, що в глибині цієї фортеці розробляється зброя масового ураження. Уряд США віддає елітного спецпідрозділу FOXHOUND наказ проникнути в Outer Heaven, провести розвідку і, при необхідності, ліквідувати загрозу. Місія була довірена Ґрей Фоксу (англ. Grey Fox, в наступних іграх серії  Gray Fox ), одному з найкращих оперативників FOXHOUND. Однак через кілька днів контакт з Фоксом було втрачено, а його останні повідомлення складалося всього з двох слів: «METAL GEAR …». Тоді лідер FOXHOUND Біґ Бос посилає новачка Соліда Снейк з місією звільнити Ґрей Фокса і завершити його місію, що має назву «Операція: Вторгнення № 313».
Успішно проникнувши в Outer Heaven, Снейк налагоджує контакт з членами місцевого опору: Шнайдером, Діаною і Дженіфер. Використовуючи всі свої навички і знайдену екіпіровку, Снейк звільняє Фокса і дізнається від нього, що Metal Gear — кодове найменування двоногого танка, забезпеченого ядерними боєголовками і здатного здійснити ядерний удар з будь-якої точки планети. І Outer Heaven, маючи у себе таку зброю, збирається стати новою світовою наддержавою.
Щоб знищити Metal Gear, Снейк рятує головного інженера Metal Gear доктора П'єтровіча і його дочку Еллен. Дізнавшись про те, як можна знищити ядерний танк, Снейк продовжує свій шлях через Outer Heaven. Незабаром він починає розуміти, що пастки явно спрямовані проти нього, а отже інформація про його діях якось була перехоплена противником. Біґ Бос починає поводитися дивно — він дає герою неправильні вказівки, а незабаром наказує припинити виконання місії (тим самим ламається четверта стіна, адже Бос наказує вимкнути консоль безпосередньо гравцеві). Шнайдер потрапляє в засідку і втрачає контакт зі Снейком.
Добравшись до самого серця ворожої бази, Снейк нейтралізує Metal Gear. Після цього він намагається покинути базу, але стикається з лідером найманців Outer Heaven, яким надається Біґ Бос. Бос говорить, що використовував всі свої зв'язки в колах військових, щоб створити власну найману силу. Саме він бажав, щоб держава Outer Heaven стало світовою наддержавою, яка здатна поставити на коліна навіть західні країни. Він послав Снейка на завдання в надії, що той буде схоплений, але недооцінив можливості свого підлеглого.
Втративши Metal Gear і більшість своїх солдатів, Біґ Бос активує механізм самознищення і обіцяє, що помре не один, а разом зі Снейком. З зав'язався поєдинку переможцем виходить Снейк, який потім біжить з палаючої будівлі. Після фінальних титрів з'являється повідомлення Біґ Боса про те, що він ще побачиться з Снейком.

## Розробка і випуск
Створенням гри керував Хідео Коджіма. Metal Gear від початку була задумана як екшн-гра із сучасною бойовою системою. Однак технічні обмеження комп'ютера MSX2 не дозволяли відобразити на екрані велику кількість куль і супротивників. Натхненний книгою The Great Escape (укр. Велика втеча), Коджіма змінив концепцію геймплея — тепер основним елементом стала не стрілянина по ворогах, а уникнення зустрічей з ними. Усвідомивши масштабність майбутньої роботи і засумнівавшись в можливості довести її до кінця, Коджіма ознайомив з цією концепцією директора компанії Konami, який умовив його продовжити роботу.

### MSX2
Гра Metal Gear була випущена в Японії для платформи MSX2 12 липня 1987 року, офіційна англійська версія з'явилася на європейському ринку у вересні того ж року. В англійській версії гри були змінені або видалені багато радіо повідомлення, зокрема коментарі Біґ Боса про зброю і предметах. Згідно з проектом фанатських перекладів, було переведено тільки 56 % оригінального японського тексту. При цьому переклад містить безліч орфографічних помилок, наприклад запис слова «destroy» як «destoroy». Керівництво до японської версії гри містило ексклюзивну інформацію, що не увійшла в аналогічний англійський довідник: інформацію про персонажів з ілюстраціями, нам інформацію про те кожного боса, а також повні технічні характеристики танка Metal gear.
8 грудня 2009 року гра Metal Gear вийшла в Японії для сервісу Virtual консолі
Гра Metal Gear була випущена в Японії для платформи MSX2 12 липня 1987 року, офіційна англійська версія з'явилася на європейському ринку у вересні того ж року. В англійській версії гри були змінені або видалені багато радіоповідомлення, зокрема коментарі Біґ Боса про зброю і предметах. Згідно з проектом фанатських перекладів, було переведено тільки 56 % оригінального японського тексту. При цьому переклад містить безліч орфографічних помилок, наприклад запис слова «destroy» як «destoroy». Керівництво до японської версії гри містило ексклюзивну інформацію, що не увійшла в аналогічний англійський довідник: інформацію про персонажів з ілюстраціями, нам інформацію про те кожного боса, а також повні технічні характеристики танка Metal Gear.

### Nintendo Entertainment System
Портована під приставку Famicom (NES), гра була випущена в Японії 22 грудня 1987 року. У той час як MSX2-версія не була випущена на території США, NES-версія потрапила на ринок Північної Америки в 1988 році, і тоді ж вийшла в Європі і Австралії. За словами Коджіма, порт гри для NES створювався окремим підрозділом Konami без його участі. В процесі портування гра зазнала багато змін, чим Хідео Коджіма був сильно розчарований. Масахиро Уено, який брав участь в створенні NES-версії, повідомив, що персоналу було доручено протягом трьох місяців завершити розробку портований версії. Деякі відмінності між версіями MSX2 і NES, наприклад локація джунглів на початку гри, були спроектовані за дорученням керівників компанії-розробника, які бажали, щоб версія NES відрізнялася від оригінальної. А видалення боса Metal Gear було обумовлено технічними обмеженнями приставки NES.
Найбільш істотною відмінністю стала зміна дизайну рівнів. В оригінальній версії головний герой проникав на базу по воді; в NES-версії в відкриває заставці видно, як Солід Снейк і ще троє солдатів стрибають з парашутом, і гравець починає гру в джунглях (а не перед входом в перший будинок), а три інших солдата в грі більше не фігурують. У грі відсутня фінальний бос Metal Gear — замість нього гравець повинен знищити суперкомп'ютер, що охороняється чотирма солдатами. Бос Hind D був замінений на гарматну вежу. У грі також була змінена фонова музика і прибрано повідомлення Біґ Боса в кінці гри. Англійська локалізація гри містила безліч граматично некоректних пропозицій, як наприклад «Contact missing our Grey Fox», «The truck have started to move!» і «I feel asleep !!».
Довідник англійської локалізації гри містив інформацію, сильно відрізняється від оригінального сюжету. Головний лиходій (чия особа не розкривається до самого кінця) був названий «полковником Вермона КаТаффі», а командир Снейк перейменований в «командира Сауф». До того ж, згідно з інформацією в довіднику, Солід Снейк брав участь у вторгненні в Гренаду до того, як приєднався до загону FOXHOUND. Безпосередньо в грі подібні зміни не фігурують.
Бонусний диск з грою був включений в комплект преміум-видання гри Metal Gear Solid: The Twin Snakes, випущеної тільки в Японії.

### PC MS-DOS і Commodore 64
На основі NES-версії  Metal Gear  в 1990 році були створені ще дві перенені версії для PC MS-DOS і Commodore 64. Розробкою гри для MS-DOS займався Чарльз Ернст, а версію для Commodore 64 створювала компанія Unlimited Software Inc. Гра під MS-DOS містить незначні зміни, зокрема більш швидке виснаження здоров'я головного героя. Версія гри під Commodore 64 близька до NES-версії, корективи внесені тільки в музику і дизайн рівнів.

### Мобільні телефони і PlayStation 2
18 серпня 2004 року в Японії вийшла версія гри  Metal Gear  для мобільних телефонів. Поширення відбувалося через сервіси i-Mode, EZweb і Vodafone. Гра також увійшла до складу  Metal Gear Solid 3: Subsistence  для PlayStation 2. Північноамериканська версія гри включала в себе перекладений на англійську та іспанську мови текст. У 2008 році Konami початку поширення мобільної версії  Metal Gear  через сервіс Konami Mobile
У грі присутні два рівня складності («Original» і «Easy»), що відкривається режим «Boss Survival» і бандана, яка, будучи екіпірованої, дає гравцеві нескінченні боєприпаси. Деякі боси були перейменовані. У японську версію гри були додані кандзі і хирагана; в англійській версії використовується абсолютно новий переклад, відмінний від локалізацій MSX2 і NES.
Ця версія гри  Metal Gear  була включена до складу збірника  Metal Gear Solid HD Collection  для PlayStation 3, Xbox 360 і PlayStation Vita

## Адаптації

### Новела
У 1989 році опублікований роман, що базується на всесвіті гри Metal Gear Solid. Автор новели — Олександр Фрост (Alexander Frost). У створенні новелиХідео Коджімою участі не брав, тому твір отримує велику свободу. У творі Солід Снейк отримує ім'я Джастін Холлі (Justin Halley), а підрозділ Фоксхаунд (FOXHOUND) змінений на «Snake Men». У творі Снейк стає орієнтований на дитячу аудиторію, протягом всієї книги Снейк використовує свій пістолет лише раз, і для того щоб відкрити лише двері.

### Комікси
У 2004 році видавництво IDW Publishing видано серію коміксів по сюжету Metal Gear Solid. Автор — Ешлі Вуд (Ashley Wood), художник — Кріс Опріско (Kris Oprisko). Серія коміксів складає 12 частин. Окремо адаптація Sons of Liberty також опублікована IDW у 2007 році, але автором став Алекс Гарнер (Alex Garner). У 2018 році перша книга коміксів Metal Gear Solid (до якої увійшли 1-6 частина) була локалізована на Українську мову, видавництвом Molfar Comics

## Сиквели
Успіх гри спричинив появу двох прямих продовжень (сиквелів):  Snake's Revenge , випущений виключно для західного ринку і погано прийнятий гравцями, і  Metal Gear 2: Solid Snake , створений самим Хідео Коджімою і вийшов тільки на території Японії, виключно на платформі MSX2.
Пізніше, вже в епоху консолей PlayStation серія поповнилася новими іграми, такими як Metal Gear Solid, Metal Gear Solid 2: Sons of Liberty, Metal Gear Solid 3: Snake Eater й так далі.

## Сприйняття критикою
NES-версія Metal Gear зайняла 104-у позицію в списку найкращих ігор Nintendo Power Top 200, опублікованому в журналі Nintendo Power.